# Robert Redford
Robert Redford, nom amb què es coneix Charles Robert Redford, Jr. (Santa Monica, Califòrnia, 18 d'agost de 1936) és un actor, director, productor i filantrop estatunidenc. És també l'amo i fundador de Sundance Resort, que més tard va donar lloc a la fundació del Festival de Cinema de Sundance i la creació del Sundance Channel.
Entre altres premis, durant la seva carrera ha guanyat l'Oscar al millor director el 1981 per la pel·lícula Gent corrent, i l'Oscar honorífic el 2002.

## Vida personal
Redford va néixer a Santa Monica, i té ascendència irlandesa, escocesa i anglesa.
Va estudiar a l'institut Van Nuys de Los Angeles (Califòrnia), en el qual va formar part de l'equip de beisbol i on va conèixer Natalie Wood. Als 18 anys va caure en l'alcoholisme, potser pel fet de la mort de la seva mare, cosa que li va fer perdre una beca d'estudiant a la Universitat de Colorado.
Més tard va estudiar pintura a l'Institut Pratt de Brooklyn i va viatjar per Europa; a la tornada, va fer classes d'escenografia teatral i interpretació a l'American Academy of Dramatic Arts de Nova York i va decidir-se per l'actuació.
El 1958 es va casar amb Lola Van Wagenen, amb qui va tenir quatre fills; el primer va morir víctima de la síndrome de la mort sobtada; es van divorciar el 1985. Posteriorment va tenir com a companya sentimental l'actriu Sonia Braga, protagonista de la sèrie televisiva brasilera Dancin' Days.
L'11 de juliol de 2009 es va casar amb la seva parella, la pintora alemanya Sibylle Szaggars, en una cerimònia íntima a Hamburg (Alemanya).

## Carrera com a actor

### Televisió
L'inici de la seva carrera es desenvolupà a Nova York, on treballà a la televisió i el teatre.
A partir de 1959 va actuar com a actor convidat a nombroses sèries, com ara Els intocables, Perry Mason, Alfred Hitchcock presenta, o La dimensió desconeguda.
El 1963 va rebre una nominació a l'Emmy al millor actor secundari pel seu paper a l'episodi The Voice of Charlie Pont, de la sèrie Alcoa Premiere.
El mateix any va fer una de les seves últimes aparicions en aquest mitjà, al drama Breaking Point.

### Teatre
Va debutar a Broadway a l'obra Tall Story (1959), i va seguir la seva activitat teatral a The Highest Tree (1959) i Sunday in New York (1961).
El seu treball més important va ser a l'obra de Neil Simon Barefoot in the Park el 1963, paper que posteriorment repetirà a la pel·lícula Descalços pel parc el 1967.

### Cinema
Debutà el 1962 en la pel·lícula War Hunt; en aquest film també debutaren els actors Sydney Pollack i Tom Skerritt. El 1966 treballà per primera vegada amb Jane Fonda, en l'obra d'Arthur Penn La caça de l'home.
Altres pel·lícules dels anys següents on va intervenir van ser Qui té por de Virginia Woolf?, El graduat, i Jeremiah Johnson. Va aparèixer per primera vegada amb Paul Newman a Butch Cassidy and the Sundance Kid, que li va donar molta popularitat. El 1973 va ser nominat a l'Oscar per la seva actuació a El cop.
Durant els anys 1974-76 va tenir èxits com El gran Gatsby, The Great Waldo Pepper (1975) i Els tres dies del Còndor (1975). Es va implicar també com a productor en una obra políticament compromesa com va ser amb Tots els homes del president (1976), dirigida per Alan J. Pakula, ja que tractava de l'escàndol Watergate. Amb Meryl Streep va protagonitzar l'oscaritzada pel·lícula Out of Africa.
Entre altres pel·lícules es pot destacar Havana (1990), Sneakers (1992), Íntim i personal (1996), L'home que xiuxiuejava als cavalls (1998), i Spy Game (2001).
L'actriu Jane Fonda i l'actor i director Robert Redford van rebre el Lleó d'Or 2017 a la Mostra de Venècia. L'entrega del guardó va tenir lloc el divendres 1 de setembre al Palau del Cinema del Lido de Venècia, just abans de la projecció de la pel·lícula 'Our souls at night', produïda per Netflix i protagonitzada pels guardonats.

## Carrera com a director
La seva primera pel·lícula com a director va ser el drama Gent corrent (1980), que va ser premiada amb quatre Oscars. Posteriorment, el 1988 va dirigir The Milagro Beanfield War, que tracta d'un petit poble de Nou Mèxic que es fa milionari.
Altres pel·lícules destacades són A River Runs Through It i L'home que xiuxiuejava als cavalls.

## Filmografia

### Actor
| Any  | Pel·lícula                                 |                             | Notes                                                                     |
| ---- | ------------------------------------------ | --------------------------- | ------------------------------------------------------------------------- |
| 1960 | Tall Story                                 |                             |                                                                           |
| 1962 | War Hunt                                   |                             |                                                                           |
| 1962 | Nothing in the Dark                        |                             |                                                                           |
| 1965 | La rebel                                   |                             |                                                                           |
| 1965 | Situation Hopeless... But Not Serious      |                             |                                                                           |
| 1966 | This Property Is Condemned                 |                             |                                                                           |
| 1966 | La caça de l'home                          |                             |                                                                           |
| 1967 | Barefoot in the Park                       |                             |                                                                           |
| 1969 | Butch Cassidy and the Sundance Kid         |                             |                                                                           |
| 1969 | Tell Them Willie Boy Is Here               |                             |                                                                           |
| 1969 | Downhill Racer                             |                             |                                                                           |
| 1970 | Little Fauss and Big Halsy                 |                             |                                                                           |
| 1972 | Jeremiah Johnson                           |                             |                                                                           |
| 1972 | El candidat (The Candidate)                |                             |                                                                           |
| 1972 | Un diamant molt calent (The Hot Rock)      |                             |                                                                           |
| 1973 | El cop                                     |                             |                                                                           |
| 1973 | The Way We Were                            |                             |                                                                           |
| 1974 | El gran Gatsby (The Great Gatsby)          | Jay Gatsby                  |                                                                           |
| 1975 | Els tres dies del Còndor                   | Joseph Turner/The Condor    |                                                                           |
| 1975 | The Great Waldo Pepper                     | Waldo Pepper                |                                                                           |
| 1976 | Tots els homes del president               | Bob Woodward                |                                                                           |
| 1977 | Un pont massa llunyà                       | Major Julian Cook           |                                                                           |
| 1979 | The Electric Horseman                      | Norman 'Sonny' Steele       |                                                                           |
| 1980 | Brubaker                                   | Henry Brubaker              |                                                                           |
| 1984 | El millor (The Natural)                    | Roy Hobbs                   |                                                                           |
| 1985 | Out of Africa                              | Denys Finch Hatton          |                                                                           |
| 1986 | Legal Eagles                               | Tom Logan                   |                                                                           |
| 1990 | Havana                                     | Jack Weil                   |                                                                           |
| 1992 | El riu de la vida                          | Narrador/a                  | Només veu No surt als crèdits També Productor/Director                    |
| 1992 | Sneakers                                   | Martin "Marty" Bishop       |                                                                           |
| 1992 | Incident at Oglala                         | Narrador/a                  |                                                                           |
| 1993 | Una proposició indecent                    | John Gage                   |                                                                           |
| 1993 | La Classe américaine                       | Steven                      |                                                                           |
| 1996 | Íntim i personal (Up Close & Personal)     | Warren Justice              |                                                                           |
| 1998 | L'home que xiuxiuejava als cavalls         | Tom Booker                  | També Productor/Director                                                  |
| 2001 | Spy Game                                   | Nathan D. Muir              |                                                                           |
| 2001 | The Last Castle                            | Tinent General Eugene Irwin |                                                                           |
| 2004 | L'ombra d'un segrest (The Clearing)        | Wayne Hayes                 |                                                                           |
| 2004 | Sacred Planet                              | Narrador/a                  |                                                                           |
| 2005 | Una vida per endavant (An Unfinished Life) | Einar Gilkyson              |                                                                           |
| 2006 | La teranyina de la Carlota                 | Ike                         | Només veu                                                                 |
| 2007 | Lleons per xais                            | Dr. Stephen Malley          | També Productor/Director                                                  |
| 2012 | The Company You Keep                       | Jim Grant/Nick Sloan        | També Productor/Director                                                  |
| 2013 | All Is Lost                                | Our Man                     | També Productor/Director Nominació − Globus d'Or al millor actor dramàtic |
| 2014 | Captain America: The Winter Soldier        | Alexander Pierce            |                                                                           |
| 2015 | Un passeig pel bosc                        | Bill Bryson                 |                                                                           |
| 2015 | La veritat                                 | Dan Rather                  |                                                                           |
| 2018 | The Old Man and The Gun                    | Forrest Tucker              |                                                                           |

### Director
| Any  | Pel·lícula                                               | Notes |
| ---- | -------------------------------------------------------- | --- |
| 1980 | Gent corrent (Ordinary People')                          | Oscar al millor director Globus d'Or al millor director Directors Guild of America Award for Outstanding Directing - Feature Film                                                                          |
| 1988 | The Milagro Beanfield War                                | |
| 1992 | El riu de la vida (A River Runs Through It)              | Nominació − Globus d'Or al millor director |
| 1994 | Quiz Show                                                | Nominació − Oscar al millor director Nominació − BAFTA al millor director Nominació − Globus d'Or al millor director Nominació − Directors Guild of America Award for Outstanding Directing - Feature Film |
| 1998 | L'home que xiuxiuejava als cavalls (The Horse Whisperer) | Nominació − Globus d'Or al millor director |
| 2000 | The Legend of Bagger Vance                               | |
| 2007 | Lleons per xais (Lions for Lambs)                        | |
| 2010 | La conspiració (The Conspirator)                         | |
| 2012 | Pacte de silenci (The Company You Keep)                  | |

## Premis i nominacions

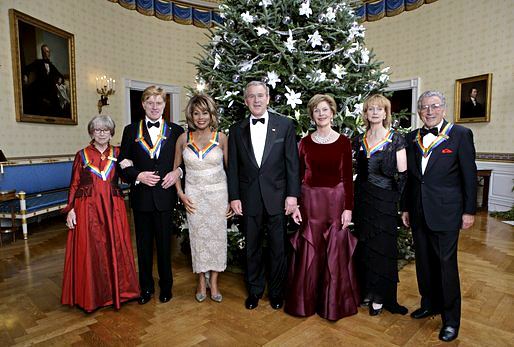
A la Casa Blanca, el President dels Estats Units George W. Bush i la Primera Dama Laura Bush; d'esquerra a dreta: Julie Harris, Robert Redford, Tina Turner, la ballarina Suzanne Farrell i el cantant Tony Bennett, el 4 de desembre de 2005.

### Premis
- Globus d'Or a l'actor revelació de l'any (premi que avui dia ja no existeix) per La rebel (1966)
- BAFTA al millor actor per Butch Cassidy and the Sundance Kid, Downhill Racer i La vall del fugitiu (1971)
- Oscar al millor director i Globus d'Or al millor director per Gent corrent (1981)
- Premi Cecil B. DeMille dels Globus d'Or (1994)
- Oscar honorífic el 2002

### Nominacions
- Emmy al millor actor secundari per l'episodi The Voice of Charlie Pont de la sèrie Alcoa Premiere (1963)
- Oscar al millor actor per El cop (1974)
- Globus d'Or al millor director per A River Runs Through It (1993)
- Oscar al millor director, a la millor pel·lícula i Globus d'Or al millor director per Quiz Show (1995)
- Globus d'Or al millor director per L'home que xiuxiuejava als cavalls (1999)

## Distincions
- *  Oficial de l'Orde de les Arts i les Lletres de França[8]
- Medalla nacional de les Arts dels Estats Units (1996)[9]
- Guardó d'honor Kennedy Center (2005)[10]
- Medalla Presidencial de la Llibertat[11]